# 長谷川輝夫
長谷川 輝夫（はせがわ てるお、1941年 - ）は、日本の歴史学者、上智大学名誉教授。専攻はフランス史。

## 人物・経歴
千葉県生まれ。1964年一橋大学社会学部卒業、1965年一橋大学大学院社会学研究科社会思想史専攻修士課程中退、1967年ポワティエ大学人文学部修了、1969年同博士課程修了、フランス文学博士、1972年パリ第4大学大学院歴史研究科博士課程修了、文化史博士。
1972年上智大学経済学部非常勤講師、1974年東京経済大学経営学部助教授、教授、1993年東京大学文学部非常勤講師、1996年東京経済大学短期大学部長、京都大学文学部非常勤講師、1999年上智大学文学部史学科教授、2007年同特別契約教授。2010年定年退任、上智大学文学部史学科非常勤講師（ - 2011年）。

## 著書

### 単著
- 『聖なる王権ブルボン家』 講談社選書メチエ、2002.3.
- 『日常の近世フランス史』 日本放送出版協会、2009.1。ラジオシリーズ NHKカルチャーアワー・歴史再発見
- 『図説 ブルボン王朝』 河出書房新社〈ふくろうの本〉、2014.7

### 共著
- 大久保桂子・土肥恒之共著『世界の歴史 17 ヨーロッパ近世の開花』中央公論社、1997.3.／中公文庫 2009

## 翻訳
- ジャン・ゴルファン『社会学50語』朝日出版社、1975
- リュシアン・フェーヴル『歴史のための闘い』創文社〈歴史学叢書〉、1977.5.／平凡社ライブラリー、1995
- ロベール・マンドルー『民衆本の世界 17・18世紀フランスの民衆文化』 二宮宏之共訳、人文書院、1988.9.
- ロジェ・シャルチェ『書物の秩序』文化科学高等研究院出版局、1993.3.／ちくま学芸文庫、1996
- ロジェ・シャルチェ『読書と読者 アンシャン・レジーム期フランスにおける』宮下志朗共訳、みすず書房、1994.2.
- 長谷川イザベル『フランス式結婚・日本式結婚 しあわせの追求のしかた』中央公論社、1998.4.
- 長谷川イザベル『フランス語・はじめの一歩まえ』DHC、2000.5.
- 長谷川イザベル『共和国の女たち 自伝が語るフランス近代』山川出版社〈ヒストリア〉、2006.7.
- リュシアン・フェーヴル『"ヨーロッパ"とは何か? 第二次世界大戦直後の連続講義から』刀水書房、2008.2.